# Neaethus bicornis
Neaethus bicornis är en insektsart som beskrevs av Doering 1941. Neaethus bicornis ingår i släktet Neaethus och familjen sköldstritar. Inga underarter finns listade i Catalogue of Life.